# Marcin Rokicki
Marcin Rokicki herbu Rawicz, także Barian-Rokicki (zm. 25 września 1572 w Bieczu) – aptekarz polski, rajca i burmistrz Biecza.
Pochodził z Rokitnicy Wielkiej koło Rawy Mazowieckiej, w Bieczu osiadł przed 1548; w dokumentach z t.r. figuruje już jako aptekarz, rok później przyjął prawo miejskie. Był właścicielem domu, a później kamienicy w Bieczu, gdzie mieściła się apteka (tzw. „Dom Barianów-Rokickich” – obecnie Muzeum); była to prawdopodobnie pierwsza apteka na Podkarpaciu. Od 1554 Rokicki był ławnikiem miejskim, w 1569 pełnił funkcję rajcy urzędującego. W 1572 r. jako burmistrz Biecza administrował miastem w czasie zarazy, której wkrótce sam padł ofiarą.
Przypuszczalnie należał do braci polskich, o czym świadczy jego księgozbiór. Z małżeństwa z Anną miał synów Sebastiana (zm. 1602, który prowadził aptekę po ojcu) i Wawrzyńca. Być może był spokrewniony z innym aptekarzem wymienianym w księgach miejskich Biecza, Piotrem Rokickim (zm. 1583). Rodzina Rokickich prowadziła aptekę założoną przez Marcina do 1700 r. Aptekarzami byli wnuk Marcina, Daniel oraz prawnuk, Bartłomiej. Praprawnuczka Marcina, Katarzyna Rokicka, wyszła za mąż za aptekarza Mikołaja Akierbama, który w 1683 r. przejął budynek wraz z apteką.